# 2020년 뉴질랜드 총선
2020년 뉴질랜드 총선은 53대 뉴질랜드 의회 의원을 선출하기 위해 실시됐다. 당초 2020년 9월 19일에 선거를 실시하기로 예정돼 있었지만 선거일이 다가오면서 코로나 확진자수가 증가하자 2020년 10월 17일로 연기됐다. 선거 결과 저신다 아던이 이끄는 노동당이 득표율 50.0%를 얻으면서 원내 과반의석을 넘는 65석을 확보했다. 한 정당이 과반의석을 확보한 것은 뉴질랜드에서 연동형 비례대표제가 도입된 1996년 총선 이후 최초의 일이다. 제1야당인 국민당은 득표율 25.6%를 얻으면서 2002년 총선 이후 최악의 참패를 당했으며, 공동여당이었던 뉴질랜드 퍼스트는 득표율 2.6%를 얻으면서 원내 재진입에 실패했다. 반대로 녹색당과 행동당은 이전 총선보다 득표율을 올리면서 선전했고, 특히 녹색당은 1999년 총선 이후 처음으로 지역구 당선자를 배출했으며, 행동당은 2008년 총선 이후 처음으로 5% 이상의 득표율을 얻으면서 비례대표 당선자를 배출했다. 그 외에도 마오리당이 2017년 총선에서 원내 재진출에 실패한 후 3년 만에 다시 의회로 복귀하게 됐다.

## 선거 배경
여론조사에서 저신다 아던이 이끄는 노동당의 지지율이 국민당보다 압도적으로 높아지자 토드 멀러가 브리지스 대표의 지도력에 반항해 대표직 도전에 나섰다. 이에 많은 의원이 동조하면서 2020년 5월 22일 국민당 의원총회에서 멀러는 브리지스를 누르고 대표에 선출됐다. 그러나 멀러가 새로 대표로 취임한 후에도 국민당은 노동당과의 여론조사 지지율 격차가 그대로 이어지는 동시에 당 소속 의원이 코로나 환자의 개인 정보를 유출했다는 혐의를 받으면서 위기에 몰리게 됐다. 이러자 멀러는 7월 14일 건강상의 이유로 53일 만에 대표직에서 물러났다. 물러의 후임은 존 키, 빌 잉글리시 정부에서 법무장관, 에너지자원장관 등을 역임했던 주디스 콜린스가 선출됐다.

## 선거 결과

지역구 선거 결과
노동당
국민당
녹색당
행동당

| 정당                         | 지역구    | 지역구 | 지역구 | 비례대표  | 비례대표 | 비례대표 | 총 의석 |
| 정당                         | #         | %      | 의석   | #         | %        | 의석     | 총 의석 |
| ---------------------------- | --------- | ------ | ------ | --------- | -------- | -------- | ------- |
| 뉴질랜드 노동당              | 1,357,501 | 48.07  | 46     | 1,443,545 | 50.01    | 19       | 65      |
| 뉴질랜드 국민당              | 963,845   | 34.13  | 23     | 738,275   | 25.58    | 10       | 33      |
| 아오테아로아 뉴질랜드 녹색당 | 162,245   | 5.74   | 1      | 226,757   | 7.86     | 9        | 10      |
| 뉴질랜드 행동당              | 97,697    | 3.46   | 1      | 219,031   | 7.59     | 9        | 10      |
| 마오리당                     | 60,837    | 2.15   | 1      | 33,630    | 1.17     | 1        | 2       |
|                              |           |        |        |           |          |          |         |
| 뉴질랜드 퍼스트              | 30,209    | 1.07   | -      | 75,020    | 2.60     | -        | -       |
| 기회당                       | 25,181    | 0.89   | -      | 43,449    | 1.51     | -        | -       |
| 신보수당                     | 49,598    | 1.76   | -      | 42,613    | 1.48     | -        | -       |
| 전진 뉴질랜드                | 25,054    | 0.89   | -      | 28,429    | 0.98     | -        | -       |
| 기타 정당·무소속             | 52,031    | 1.84   | -      | 35,671    | 1.24     | -        | -       |
| 총 유효표                    | 2,824,198 | 98.02  | 72     | 2,886,720 | 99.27    | 48       | 120     |
| 무효표                       | 57,138    | 1.98   | -      | 21,372    | 0.73     | -        | -       |
| 총 투표자수                  | 2,881,336 | -      | -      | 2,907,792 | -        | -        | -       |
| 출처                         |           |        |        |           |          |          |         |